# 赤シャツの逆襲
『赤シャツの逆襲』（あかシャツのぎゃくしゅう）は、南海放送で放送されたラジオドラマおよびテレビドラマ。

## 概要
南海放送のアナウンサー（現：代表取締役会長）の田中和彦が原作を手がけた、夏目漱石による日本の中編小説「坊つちやん」をモチーフにしたオリジナルの裁判コメディドラマである。
1985年と2016年にラジオドラマ版、2017年にテレビドラマ版が放送された。2016年・2017年の各回では、若干のアレンジがされている。

## あらすじ
小説「坊つちやん」の登場人物の「赤シャツ」は憎まれ役として描かれている。世間では「『赤シャツ』は小悪党」というのが定着している。
その赤シャツのモデルは、漱石の松山中学教師赴任時代の教頭だった横地石太郎とされているが、実際の横地は小説内の描写とは正反対の立派な人格者だった。
「『赤シャツ』は小悪党」というパブリックイメージに傷つけられた者がいた。横地石太郎本人と横地家の子孫たちである。長年に渡り悪党のレッテルを貼られ悪人呼ばわりされ続けてきた横地家の子孫たちは、先祖の汚名をそそぐべく、漱石の子孫および出版社を相手取り「横地石太郎への名誉毀損に対する謝罪」「小説「坊つちやん」の出版差し止め」の訴訟を起こす。果たして「赤シャツ訴訟」の判決はいかに？

## ラジオドラマ版
第1弾：1985年12月29日放送　
文化庁芸術祭賞受賞。放送文化基金賞（第12回ドラマ番組部門奨励賞）受賞。制作・演出：吉村斌。
放送ライブラリーでの聴取が可能。
第2弾「赤シャツの逆襲2～漱石はそれを我慢できない～」：2016年5月29日放送
日本民間放送連盟賞優秀賞受賞。「なぜ、漱石が一年で松山の地を去ったのか」の謎に迫るものになっている。

## テレビドラマ版
「正岡子規・漱石の生誕150周年」の2017年11月24日の19:00～19:56に、愛媛ローカルで放映された。
ドラマは「あの世から甦った横地石太郎と夏目漱石が法廷で激突する」というものになっている。

### キャスト
- 横地石太郎：佐藤二朗
- 夏目漱石：筧利夫
- 裁判官：椿鬼奴、野上謙治、黒田浩二
- 三谷（南海放送報道部デスク）：杉作J太郎
- 横地沙織（石太郎のひ孫）：田河也実
- 正岡子規：桝形浩人
- 山嵐：豊永利行
- 高浜虚子：安藤広郎
- 漱石側支持者：天乃舞衣子、山口広大、大間剛志、鈴木奈津子
- 赤シャツ側支持者：仲義代、平林舞子、田原イサヲ、田丸大輔
- 法廷記者：北垣優和
- 元田牧子、谷茉衣子、藤田祐紀、大條瑞希、はらまいこ、兵頭美帆、去石聖、沢畑壱春
- 劇中News Ch.4出演：松岡宏忠、星加奈緒、白石紘一、清家夕貴
- 大街道での取材記者：戒田菜美
- スーパーエキストラ：ひめキュンフルーツ缶（谷尾桜子・菊原結里亜）、中村時広、野志克仁、みきゃん、カメさん（とべ動物園）、松山東高等学校演劇部有志

### テレビドラマ版スタッフ
- 原作：田中和彦（南海放送）
- 脚本・プロデューサー：岩城一平
- 監督：林雅貴

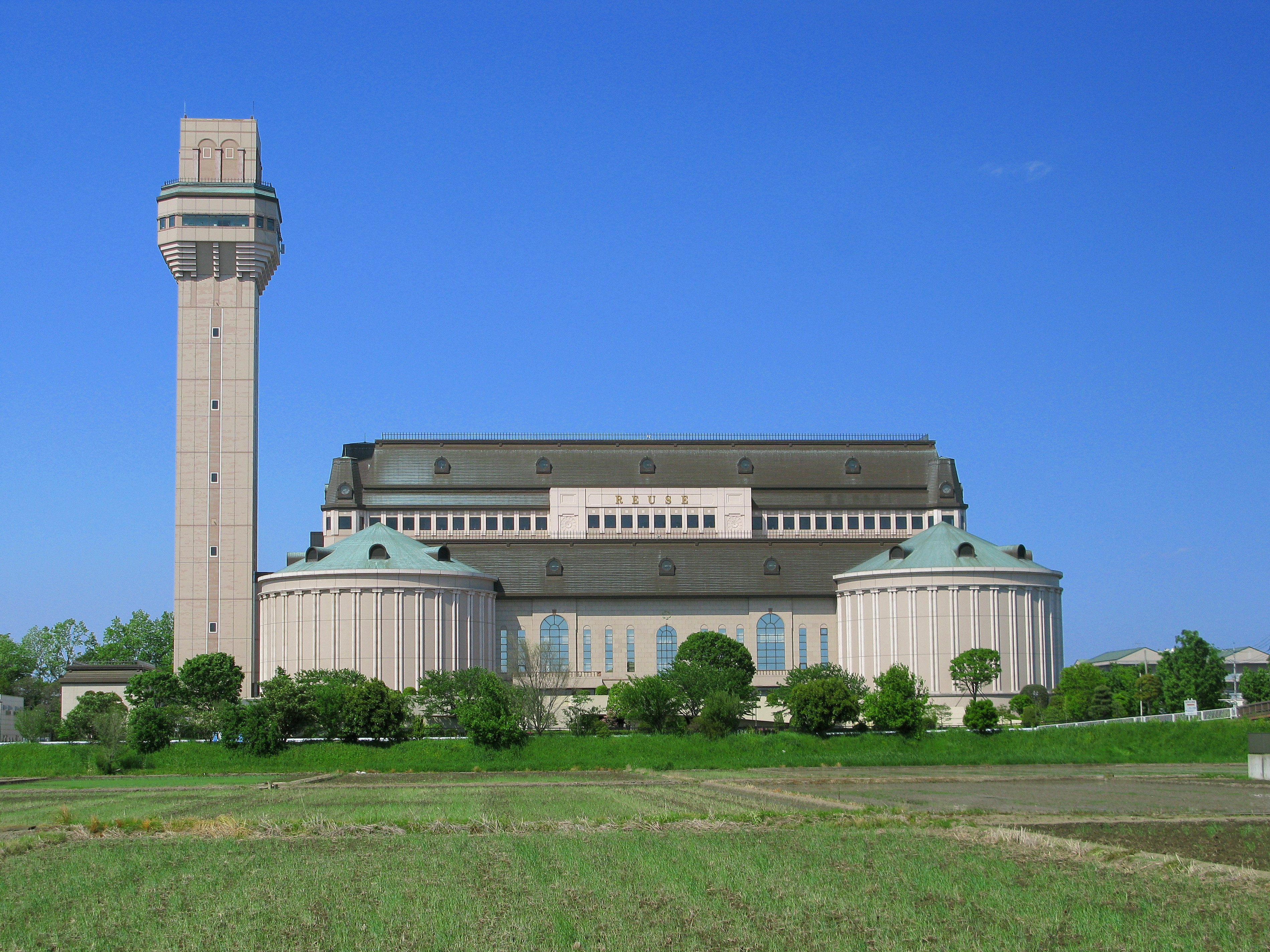
劇中「松山地方裁判所」ロケ地：「埼玉県東部清掃組合・第一工場」

- 主題歌：藤田晴彦「Spirit of Red Shirt」(原曲：蛍の光　詞：岩城一平　編曲：山本太郎)
- 音楽：濱田貴司
- 音楽アドバイザー：中山幸徳
- 題字：瑞木にょこ
- キャスティング：西川文郎（有限会社ニュース）
- 美術協力：BEENS
- ポスプロ：バウムレーベン
- ヘアメイク：オランジュジャポン
- ロケ協力：東埼玉資源環境組合、草加市立歴史民俗資料館、浄土宗正林山徳泉院林泉寺、えひめフィルムコミッション、愛媛県立とべ動物園、愛媛県立松山東高等学校、松山市立子規記念博物館、大街道商店街振興組合
- 文献協力：岩波書店、山口謠司「となりの漱石」（ディスカヴァー・トゥエンティワン）
- プロデューサー：山口誠（47style）、齋藤浩司、森角威之（有限会社杜方）
- ゼネラルプロデューサー：清水啓介（南海放送）、大西康司（南海放送）
- 協力：松山観光コンベンション協会、愛媛県、松山市、まちづくり松山
- 制作プロダクション：47style
- 制作著作：南海放送